# Actinodura waldeni
Actinodura waldeni е вид птица от семейство Leiothrichidae. Видът е незастрашен от изчезване.

## Разпространение
Разпространен е в Китай, Индия и Мианмар.